# Distretto di Linxiang
Il distretto di Linxiang (临翔区S, Línxiáng QūP) è un distretto della Cina, situato nella provincia di Yunnan e amministrato dalla prefettura di Lincang.